# Préchacq-Josbaig
Préchacq-Josbaig település Franciaországban, Pyrénées-Atlantiques megyében. Lakosainak száma 295 fő (2022. január 1.). Préchacq-Josbaig Aren, Barcus, Dognen, Gurs, L’Hôpital-Saint-Blaise, Préchacq-Navarrenx és Saucède községekkel határos.

## Népesség
A település népességének változása:
| Lakosok száma | 279  | 290  | 305  | 293  | 295  | 295  | 295  | 292  | 295  |
|               | 2013 | 2015 | 2016 | 2017 | 2018 | 2019 | 2020 | 2021 | 2022 |